# Claude Cohen-Tannoudji
Claude Cohen-Tannoudji (* 1. dubna 1933) je francouzský fyzik pracující na École Normale Supérieure v Paříži.
Cohen-Tannoudji se narodil v Konstantin alžírským židovským rodičům v době, kdy Alžírsko bylo ještě součástí Francie. Po základní a střední škole, absolvovaných v Alžírsku, odešel Cohen-Tannoudji do Paříže na École Normale Supérieure. Chodil na přednášky Henri Cartana, Laurenta Schwartze či Alfreda Kastlera. Roku 1958 si vzal svou ženu Jacqueline, středoškolskou učitelku, se kterou měl tři děti.
Cohen-Tannoudji opustil laboratoře École Normale, aby příštích 28 měsíců plnil svou vojenskou povinnost (kvůli Alžírské válce za nezávislost déle než bylo obvyklé). Roku 1960 se vrátil ke svojí práci, aby o dva roky později získal doktorát.
Poté začal vyučovat kvantovou mechaniku na Pařížské univerzitě. Poznámky z jeho přednášek byly použity jako podklad pro knihu Mécanique quantique, kterou napsal se svými dvěma kolegy. Zároveň také pokračoval ve svojí výzkumné práci na téma interakcí atomů s fotony a jeho tým vytvořil formalismus dressed atom. 
Roku 1973 se na Collège de France stal profesorem. Na začátku 80. let 20. století začal přednášet o zářivých silách působících na atomy v polích laserového světla. S Alainem Aspectem, Christophem Salomonem a Jeanem Dalibardem zde také vybudoval laboratoř ke studiu chlazení laserem.
Díky svojí práci získal roku 1997 Nobelovu cenu za fyziku za vývoj metod chlazení a chytání atomů laserovým světlem, společně s Ču Ti-wen a Williamem Danielem Phillipsem.